# 에녹 (카인의 아들)

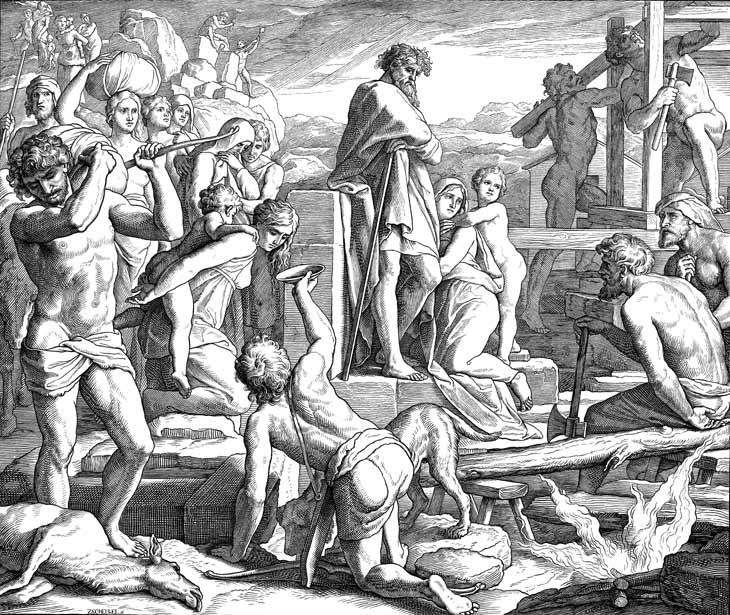

에녹(Enoch)은 창세기에 등장하는 인물이다. 카인의 아들이자 이랏의 아버지로 기술된다.

## 이야기
가인이 놋 땅에 도착한 후, 동생 아벨을 살해한 죄로 하나님에게 쫓겨났으며 그곳에서 쫓겨난 아내는 임신하여 가인의 첫 아이를 낳았고, 그 이름을 에녹이라고 지었다.
이 에녹은 에녹서의 저자로 여겨지는 야렛의 아들 에녹과는 구별한다.
에녹이 태어난 후, 창세기 4:17의 히브리어 본문은 불분명하다. 가인이 도시를 건설하고 강력한 에녹의 이름을 따서 명명했거나 아니면 에녹이 도시를 건설했다.
희년서 4장 9절에 따르면 에녹의 어머니/고모의 이름은 아완이었다.